# Kiesimä
Kiesimä är en sjö i Finland. Den ligger i kommunen Rautalampi i landskapet Norra Savolax, i den centrala delen av landet, 300 km norr om huvudstaden Helsingfors. Kiesimä ligger 100,9 meter över havet. Den är 31,69 meter djup. Arean är 11,11 kvadratkilometer och strandlinjen är 44,56 kilometer lång. Sjön  ingår i Kymmene älvs huvudavrinningsområde.   Den ligger vid sjön Sonkari. I omgivningarna runt Kiesimä växer i huvudsak blandskog. Den sträcker sig 8,1 kilometer i nord-sydlig riktning, och 16,0 kilometer i öst-västlig riktning.
I övrigt finns följande i Kiesimä:
- Taipaleensaaret (en ö)
- Hujansaari (en ö)
- Muikkusaari (en ö)
- Kalliosaari (en ö)
- Pienisaari (en ö)
- Lehtosaari (en ö)
- Saukkosaari (en ö)
- Tervasaari (en ö)
- Hukkasaaret (en ö)
- Kieräsaari (en ö)

I övrigt finns följande vid Kiesimä:
- Kerkonkoskenkanava (en kanal)